# Горчаков, Михаил Иванович
Михаи́л Ива́нович Горчако́в (1838, Костромская губерния — 5 [18] августа 1910, Санкт-Петербург) — священнослужитель Русской православной церкви, митрофорный протоиерей; историк церкви, доктор права, заслуженный профессор церковного права Императорского Санкт-Петербургского университета. Член-корреспондент Петербургской академии наук (1902). Член Государственного совета (1906). Был трижды удостоен Уваровской премии. В 1876 году «признан вместе с детьми в потомственном дворянстве».

## Биография
Родился 20 мая или 8 ноября 1838 года в селе Палкино Галичского уезда Костромской губернии, в семье диакона Ивана Петровича Горчакова.
В 1845 году поступил в Галичское духовное училище и окончил курс первым учеником. Затем учился в Костромской семинарии, где обратил на себя внимание знанием языков. После окончания семинарии в 1857 году поступил в Санкт-Петербургскую духовную академию.
По окончании Петербургской духовной академии со степенью кандидата богословия (за работу «Шлейермахер, протестантский реформатор новейшего времени») 3 октября 1861 года был назначен преподавателем Костромской семинарии, где преподавал латинский язык, гражданскую и русскую историю, богослужебные книги.
С 22 (или 28) января 1862 года занял место псаломщика при русской церкви в Штутгарте, затем служил в Вюртемберге. В это время посещал лекции в германских и швейцарских университетах: Тюбингенском, Гейдельбергском.
По возвращении в Петербург в январе 1865 года поступил вольнослушателем на юридический факультет  Императорского Санкт-Петербургского университета; 15 февраля 1865 года назначен законоучителем Мариинского женского института, в церкви при котором 9 мая того же года был посвящён в сан иерея. В конце 1865 года признан заслуживающим степени магистра богословия за обзор раннехристианской церковно-исторической литературы «О церковных историках первых восьми веков христианства», удостоен серебряной медали за сочинение «О происхождении и системе преторского эдикта».
Выдержав в мае 1866 года экзамен на кандидата права, окончил университет и в 1867 году был назначен законоучителем 2-й Санкт-Петербургской прогимназии (до 1869).
В 1868 году, после защиты диссертации «Монастырский приказ: 1649—1725», Горчаков получил степень магистра государственного права и стал штатным  доцентом университета по кафедре церковного законоведения. Диссертация была отмечена Уваровской премией (1869)
В 1870 году назначен священником в Карлсбад (Карловы Вары). В 1871 году за диссертацию «О земельных владениях всероссийских митрополитов, патриархов и Святейшего Синода: 988—1738» получил степень доктора государственного права и был избран экстраординарным профессором. Диссертация вновь была отмечена Уваровской премией. С 1874 года — ординарный профессор.
В 1881 году Киевская духовная академия удостоила Горчакова степени доктора богословия за сочинение «О тайне супружества — происхождение, историко-юридическое значение и каноническое достоинство 50-й главы печатной Кормчей» (СПб., 1880); с 4 апреля Горчаков — в сане протоиерея. Последующее тридцатилетие Горчаков отдал преподаванию и церковно-административной деятельности. В 1882/83 учебном году исполнял обязанности декана юридического факультета Санкт-Петербургского университета; с 1889 года — член испытательной комиссии юридического факультета. С 13 мая 1893 года — заслуженный ординарный профессор университета по кафедре церковного права. Во время волнений в университете в 1899 году Горчаков выступил в защиту студентов.
В 1883 году в третий раз удостоен Уваровской премии за сочинение «О тайне супружества — происхождение, историко-юридическое значени и каноническое достоинство 50-й главы печатной Кормчей».
В 1891 году принимал экзамен по церковному праву у Владимира Ульянова, поставил высшую оценку — «весьма удовлетворительно».
Горчаков был не только кабинетным учёным. Его статьи в «Голосе» Краевского с 1868 года в своё время обращали на себя внимание. Немало статей было опубликовано в «Журнале гражданского и уголовного права», в «Юридической летописи», «Сборнике государственных знаний», «Церковных Ведомостях», «Энциклопедическом словаре» Березина  и других изданиях. Перу Горчакова принадлежат три монографии в виде рецензий на сочинения: А. С. Павлова «О Номоканоне при большом требнике» (1874); священника К. Никольского «Анафематствование в древней церкви» (1881) и И. А. Чистовича «Санкт-Петербургская духовная академия за 1858—1888 гг.» (1892). В 1877 году опубликована книга Горчакова об известном священнике-публицисте «Александр Тимофеевич Никольский (1821—1876), приходской священник Входоиерусалимской (Знаменской) церкви в С.-Петербурге». Как член синодальной архивной комиссии принял участие в составлении III и VI томов «Полного собрания постановлений св. Синода».
7 декабря 1902 года избран членом-корреспондентом Академии наук по отделению истории и филологии разряда историко-политических наук.

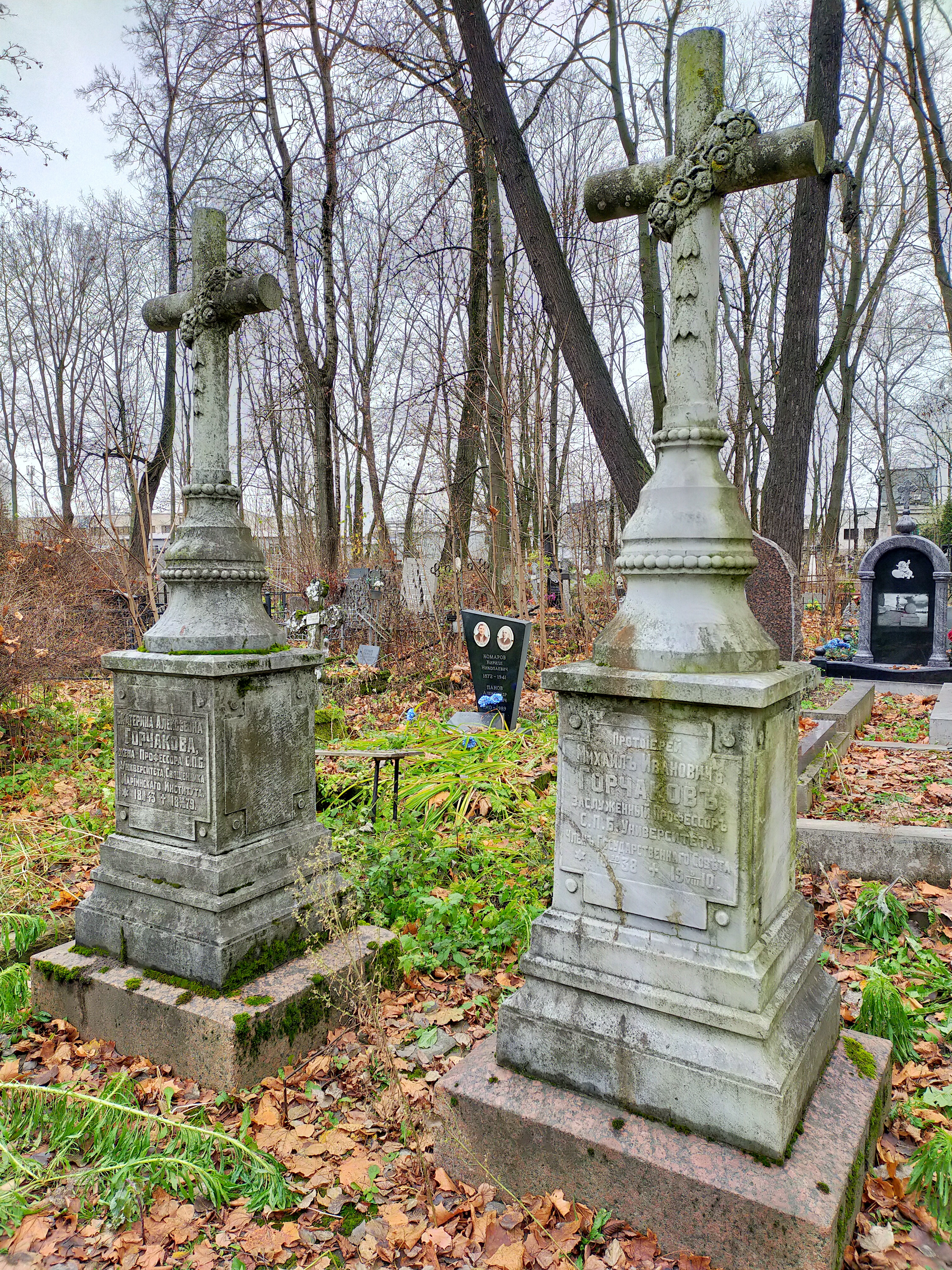
Надгробия М. И. Горчакова и его супруги на Волковском православном кладбище

23 сентября 1905 года назначен настоятелем Почтамтской церкви во имя святых Двенадцати апостолов в Санкт-Петербурге (Почтамтская улица, 7). В этом же году Горчаков включён в комиссию для предварительных работ по вопросам, подлежащим рассмотрению предстоящим Поместным собором, В 1906 году стал членом Предсоборного присутствия Русской Православной Церкви и был избран Синодом в члены Государственного совета от белого духовенства.
Награждён орденами Святой Анны 3-й (1883), 2-й (1887) и 1-й (1900) степеней и Святого Владимира 4-й (1890), 3-й (1894) и 2-й (1904) степени; золотым наперсным крестом. В 1884 году получил бриллиантовый перстень от императора Александра III.
Почётный член Юрьевского университета, Петербургской (1899) и Киевской духовных академий, Русского астрономического общества и Владимирской учёной архивной комиссии, член-сотрудник Вольного экономического общества.
Умер 5 (18) августа 1910 года от «паралича сердца». Завещал не возлагать на его могилу венков и не говорить речей, передать собрание книг по юриспруденции, истории, богословию (2448 томов) в библиотеку Санкт-Петербургского университета. Похоронен на Волковском православном кладбище (могила сохранилась).